# Енграма
Енграма (древногръцки ένγράμμα, вътрешен запис) е понятие от областта на неврофизиологията, въведено от немския биолог и зоолог Рихард Земон в началото на XX век.
Енграма е общо название на структурните и функционални изменения, възникващи в кората на крайния мозък при въздействието на някакъв дразнител, отпечатък, вътрешен запис на образите и явленията от преживяванията в мозъка, чиято възбуда е необходима за възпроизвеждане на спомени.